# Bruno Hirschberg

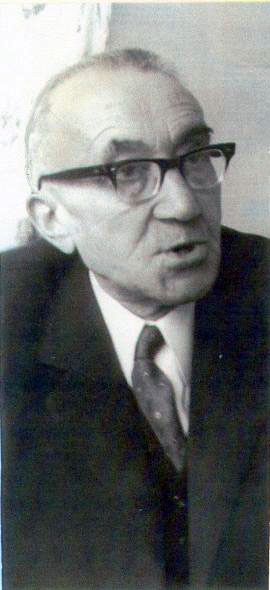
Bruno Hirschberg

Bruno Hirschberg (* 18. März 1899 in Boizenburg/Elbe; † 12. Mai 1976 in Rostock) war ein CDU-Politiker der DDR.

## Leben
Bruno Hirschberg besuchte von 1908 bis 1912 die Knabenschule in Boizenburg. Nach der Obersekundareife 1915 absolvierte er eine Banklehre. Nach einer Zeit als Bankangestellter in Danzig und München stieg er 1924 ins väterliche Geschäft ein, das er 1927 ganz übernahm. 1937 wurde Hirschberg Devisensachbearbeiter im Plattenwerk Boizenburg. 1939 wurde er zum Militärdienst eingezogen.
Bruno Hirschberg schloss sich im Februar 1946 der CDU an und wurde einen Monat später örtlicher Parteisekretär. Nach den Kommunalwahlen übernahm er eine besoldete Stelle als Stadtrat, ab Mai 1947 wählte ihn der Kreistag zum stellvertretenden Landrat des Kreises Hagenow. 
In den Jahren 1948 bis 1952 gehörte er dem Landtag Mecklenburg an. Von 1950 bis 1952 war er Landesminister für Arbeit und Gesundheitswesen. Anschließend war er bis 1961 stellvertretender Vorsitzender des Rates des Bezirkes Rostock.
Die CDU des Bezirkes Rostock ernannte ihn 1972 zum Ehrenmitglied des Bezirksvorstandes.